# Harrison (Dakota Południowa)
Harrison – jednostka osadnicza w Stanach Zjednoczonych, w stanie Dakota Południowa, w hrabstwie Douglas.